# استارال‌کونیم کلرید
استارال‌کونیم کلرید (به انگلیسی: Stearalkonium chloride) با فرمول شیمیایی C۲۷H۵۰ClN یک ترکیب شیمیایی با شناسه پاب‌کم ۳۱۲۰۴ است. که جرم مولی آن ۴۲۴٫۱۵ g/mol می‌باشد. 